# رمكو ديكسترا
رمكو ديكسترا هو سياسي هولندي، ولد في 18 أغسطس 1972. نشط حزبياً في حزب الشعب من أجل الحرية والديمقراطية. في الانتخابات التشريعية الهولندية 2017، انتخب عضو مجلس نواب هولندا ‏ (20 سبتمبر 2012 – ).

## وصلات خارجية
- الموقع الرسمي

1. ↑   https://www.kiesraad.nl/binaries/kiesraad/documenten/rapporten/2017/2/definitieve-kandidatenlijsten-tk-2017/definitieve-kandidatenlijsten-tk2017-kieskring-s-gravenhage/osv3-9_Definitieve+kandidatenlijsten_TK2017_sGravenhage.pdf. {{استشهاد ويب}}: |url= بحاجة لعنوان (مساعدة) والوسيط |title= غير موجود أو فارغ (من ويكي بيانات) (مساعدة)
2. ↑   https://nos.nl/artikel/2374727-afscheid-van-kamerleden-veertien-krijgen-een-lintje. {{استشهاد ويب}}: |url= بحاجة لعنوان (مساعدة) والوسيط |title= غير موجود أو فارغ (من ويكي بيانات) (مساعدة)
3. ↑   https://zoek.officielebekendmakingen.nl/stcrt-2021-33246.html. {{استشهاد ويب}}: |url= بحاجة لعنوان (مساعدة) والوسيط |title= غير موجود أو فارغ (من ويكي بيانات) (مساعدة)